# Kinder- und Jugendhilfe
Die Kinder- und Jugendhilfe umfasst Leistungen und Aufgaben, die durch öffentliche und freie Träger zugunsten junger Menschen und deren Familien erbracht werden. Sie sind von Staat zu Staat unterschiedlich abgesteckt. International steht allem die Kinderrechtskonvention der Vereinten Nationen voran.

## Aufgaben
Zu den Aufgaben der Kinder- und Jugendhilfe zählen:
- die Förderung der Entwicklung von Kindern und Jugendlichen
- Schaffung und Erhalt einer kinder- und familienfreundlichen Umwelt
- die Unterstützung von Eltern und Kindern, darunter Erziehungsberatung, Hilfe bei Einzelfragen wie Vaterschaftsfeststellung, Unterhalt, Adoption
- Organisation der Kinderbetreuung, darunter Kindertagesstättenwesen usw.
- der Schutz von Kindern und Jugendlichen vor Gefahren (Kinderschutz, Jugendschutz, darunter nichtstaatliche Anlaufstellen wie etwa Kinderschutzzentren)
- Fremdunterbringung (Heimerziehung, Pflegekinderhilfe, Geschlossene Heimunterbringung, Unterstützung von Care Leavern usw.)

## Deutschland
In Deutschland definiert der Artikel 6 des Grundgesetzes für die Bundesrepublik Deutschland Elternrecht und -pflicht sowie das  staatliche Wächteramt. Die Aufgaben der Kinder- und Jugendhilfe sind im SGB VIII zusammengefasst.  Flankierend wirken die Bestimmungen des Familienrechts im BGB. Daneben wird der gesetzliche Jugendschutz, der Jugendarbeitsschutz sowie das Jugendgerichtsgesetz organisiert. Im Bereich des Kinderschutzes besteht unter anderem das Gesetz zur Kooperation und Information im Kinderschutz (KKG). In den deutschen Bundesländern existieren Landesgesetze zur Ausführung des Kindertagesstättenwesens. Auf kommunaler Ebene sind die öffentlichen Träger die Jugendämter.
Ziel der Jugendhilfe in der DDR war die „Herstellung günstiger Bedingungen für die Erziehung zur sozialistischen Persönlichkeit von Kindern und Jugendlichen, deren Erziehung, Entwicklung oder Gesundheit unter der Verantwortung der Erziehungsberechtigten nicht gewährleistet“ war.

## Weitere Länder
- Jugendwohlfahrt in Österreich

- Kinder- und Jugendhilfe in der Schweiz[3]
- Kinder- und Jugendhilfe in Frankreich[4]
- Kinder- und Jugendhilfe in den Niederlanden[5][6]
- Kinder- und Jugendhilfe im Iran